# Carrera (equipo ciclista)
Carrera fue un equipo de ciclismo en carretera italiano entre los años 1984 y 1996, cuyo principal patrocinador era el fabricante de ropa vaquera italiano Carrera Jeans. El equipo consiguió importantes victorias y fue referencia del pelotón internacional durante varios años, consiguiendo ganar la clasificación general de Giro de Italia y Tour de Francia.

## Historia

### Inoxpran
El equipo se fundó como Inoxpran en 1979, con Giovanni Battaglin como principal líder de equipo y Davide Boifava como director deportivo. Además de otras victorias de menor entidad, Battaglin logra vencer en la Vuelta al País Vasco y en una etapa de la Vuelta a Suiza. En 1980 la situación se mantiene similar al año anterior, y Battaglin consigue la mayoría de triunfos del equipo, incluyendo la Milán-Turín y la Milán-Vignola. En 1981 se marca un punto de inflexión, con tres triunfos de etapa en la Vuelta a España a cargo del joven esprínter Guido Bontempi, en dos ocasiones, y de Alfredo Chinetti. Sin embargo, más importante aún es la victoria en la clasificación general de Battaglin, el cual apenas un mes y medio después, consigue imponerse también en la general del Giro de Italia. Battaglin se convirtió en el segundo corredor de la historia en ganar el doblete Giro-Vuelta, por detrás del belga Eddy Merckx, que lo había conseguido en 1973. Tras una decepcionante temporada 1982, con apenas un par de victorias reseñables, como la etapa del Giro de Bontempi, en 1983 recala en el equipo Roberto Visentini, el cual termina 2.º en el Giro de Italia y gana la Tirreno-Adriático, a lo que habría que añadir dos nuevas etapas cosechadas en el Giro por el velocista Bontempi.

### Carrera

#### Años 1980: Visentini y Roche
Carrera Jeans se convierte en el principal patrocinador en 1984, y la formación completa una aceptable temporada, en la que se consiguen la Vuelta a Suiza, a cargo de Urs Zimmermann, la Gante-Wevelgem, por Guido Bontempi, dos etapas del Giro de Italia, ganadas por Visentini y Leali, y otras etapas de la Tirreno-Adriático y el Giro del Trentino. En 1985, el equipo pierde a Battaglin, que se retira del ciclismo, y se refuerza con diversos ciclistas de varias nacionalidades y jóvenes talentos italianos. Sin embargo, la temporada no cumple las expectativas, y apenas destacan una etapa en el Tour de Francia de Jorg Pedersen y el Giro de Lazio de Bruno Leali. Sin embargo, en 1986 la situación cambia radicalmente. Bontempi se consolida como clasicómano, y logra triunfos en Coppa Placci, Gante-Wevelgem y París-Bruselas, así como un triunfo parcial en el Tour de Francia y otros cinco y la clasificación por puntos en el Giro. Maechler, Ghirotto y Pedersen logran, respectivamente, etapas en Dauphiné Libéré, Vuelta a Suiza y París-Niza. Zimmermann se impone en la general del Critérium Internacional y del Dauphiné Libéré, al tiempo que gana el Campeonato de Suiza de carretera y finaliza el Tour de Francia en una excepcional 3.ª posición. Por su parte, Visentini consigue el gran éxito de la temporada, al adjudicarse el Giro de Italia. Al término de la temporada 1986, el equipo contrató al irlandés Stephen Roche, 3.º en el Tour del año anterior, con el objetivo de formar parte del bloque para el Tour de Francia. 
En 1987, el equipo consigue múltiples victorias en las más diversas categorías. Ghirotto y Bontempi logran triunfos en varias pruebas de un día. Erich Maechler consigue dos etapas del Dauphiné Libéré y la Milán-San Remo. Bruno Leali gana el Campeonato de Italia y Roche cuaja un gran comienzo de temporada, con una etapa de la París-Niza, la Vuelta a la Comunidad Valenciana y el Tour de Romandía. En vista del gran estado forma, el irlandés forma parte del equipo participante en el Giro compartiendo galones con Visentini, algo que el vigente campeón italiano no esperaba. Esta rivalidad dentro del equipo se vio durante la carrera, en la que Roche atacó a Visentini sin ningún tipo de remordimiento cuando este portaba la maglia rosa, contraviniendo las órdenes de equipo, y finalmente, arrebatándole el liderato al ciclista italiano para, a la postre, alzarse con la victoria final. Más tarde el mismo año, Roche conseguía el histórico doblete Giro-Tour, al imponerse en el Tour de Francia, y finalmente completaría la Triple Corona, al imponerse en el Campeonato del Mundo de fondo en carretera. Roche abandonó la disciplina del equipo a final de temporada.
La temporada 1988 no fue mala, aunque los resultados no acompañaron con la brillantez del año anterior. Maechler se impone tanto en la Vuelta a la Comunidad Valenciana como en la Tirreno-Adriático y Bontempi gana en el E3 Prijs Vlaanderen. El suizo Zimmermann, que vuelve a subir al podio en el Giro de Italia como tercer clasificado, consigue mantener el nivel en las Grandes Vueltas, además de obtener una victoria de etapa en el Tour de Romandía. Además, el equipo vence en la clasificación por equipos del Giro.
En 1989, el mánager del equipo, Davide Boifava, junto a Luciano Bracchi y Francesco Boifava, fundan Carrera Podium, una nueva marca de bicicletas. Desde 1990 en adelante, el equipo utilizó dicha marca como suministrador de bicicletas. El mismo año, la figura de Chiappucci comienza a aparecer en el palmarés del equipo, con triunfos en el Giro del Piamonte y la Coppa Placci. Fabio Bordonali gana la Vuelta a Andalucía. Maechler, con una etapa de la Tirreno-Adriático, y Acácio da Silva, con sendos triunfos en el Giro de Italia y el Tour de Francia, completan los resultados más destacados del equipo este año.

#### Años 1990: Chiappucci y Pantani

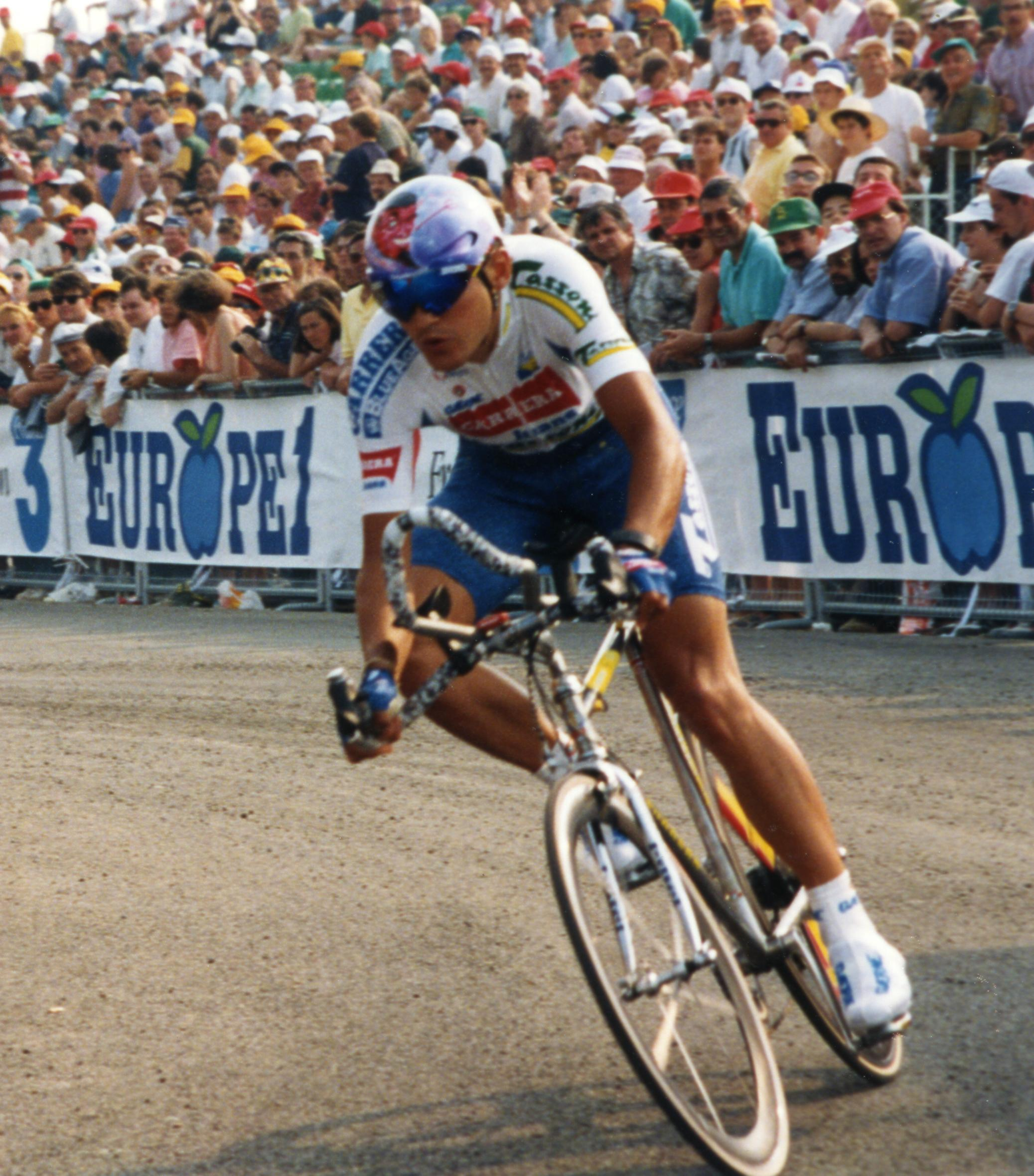
Chiappucci en el Tour de Francia 1993.

En 1990 se resisten de nuevo los resultados. Bontempi logra dos etapas de la Vuelta a Valencia, Giupponi gana el Giro de los Apeninos y Maximilian Sciandri vence en el G.P. Pino Cerami. Chiappucci comienza a asumir galones y gana una etapa de la París-Niza y la clasificación de la montaña en el Giro de Italia. Finalmente, brilla en el Tour de Francia, donde consigue vestir el maillot amarillo durante ocho jornadas y termina 2.º en la clasificación general, por detrás de Greg LeMond.
Confirmado en la cima del ciclismo, Chiappucci comienza la temporada 1991 en un gran estado de forma, lo que se traduce en sendas victorias en la Milán-San Remo  y la Vuelta al País Vasco. Bontempi logra un triunfo parcial en la Vuelta a España y Sciandri repite resultado en los Tres días de La Panne. El fichaje del esprínter uzbeco Djamolidine Abdoujaparov aporta una variedad de triunfos al equipo, desde la Gante-Wevelgem hasta etapas de Vuelta a Murcia y Volta a Cataluña, destacando especialmente el papel en el Tour de Francia, donde logra dos etapas y la clasificación por puntos. Sin embargo, en dicho Tour, los ojos estaban puestos en el Diablo. El italiano Chiappucci, tras una escapada que terminó con victoria en Val Louron, rivalizó contra el español Miguel Induráin por la clasificación general, si bien al final no alcanzaría a batirle, y habría de conformarse con la clasificación de la montaña y el tercer cajón del podio. Anteriormente, en el Giro de Italia, Chiappucci ya había terminado 2.º, por detrás de Chioccioli, además de ganar la clasificación por puntos. En términos globales, además, la escuadra se impuso en la clasificación por equipos del Giro.
En 1992, el equipo vuelve a basarse en el liderato de Chiappucci de cara a las Grandes Vueltas. No obstante lo anterior, el Carrera acude a la Vuelta a España con Abdoujaparov entre los seleccionados, y logra nada menos que cuatro triunfos parciales y la clasificación por puntos. Chiappucci, que se apunta las victorias en el Giro de los Apeninos y la Subida a Urkiola, decide competir en el Giro de Italia como preparación de cara al Tour de Francia, al igual que Induráin. Aunque logra la maglia verde de la clasificación de la montaña, el italiano vuelve a caer derrotado contra el ciclista navarro, y termina 2.º en la clasificación general, incluida una humillante contrarreloj final en la que fue doblado. Herido en su orgullo, protagonizó uno de los días más épicos del ciclismo moderno en la 13.ª etapa del Tour de Francia, con una escapada de más de 200 km que culminó con el triunfo de etapa en la meta final ubicada en Sestrières. A pesar de ello, Chiappucci tendría que volver a conformarse con quedar por detrás de Induráin, 2.º en la general, y ganando la clasificación de la montaña. Con Perini 8.º y Roche 9.º en la clasificación general, además el equipo Carrera se alzó con la clasificación por equipos. Otros triunfos destacados de aquel año incluyen una etapa en la Vuelta al País Vasco y el Campeonato de Ucrania, a cargo de Vladimir Poulnikov y la Milán-Vignola de Andrei Teteriouk, así como la clasificación por equipos tanto en Giro como en Tour. Asimismo, cabe citar la victoria en el Baby Giro de un joven Marco Pantani.
En 1993, Chiappucci mantiene el tipo en las Grandes Vueltas, acabando 3.º en el Giro de Italia, al tiempo que sumaba una nueva etapa y la clasificación de la montaña. En el Tour no alcanzó el ritmo esperado, terminando 6.º en la general y 2.º en la clasificación de la montaña, aunque logró un triunfo de etapa. El equipo, no obstante, volvió a ganar la clasificación por equipos por segundo año consecutivo. Además, El Diablo vence también en la Clásica de San Sebastián y en la Coppa Sabatini, entre otras carreras. Rolf Sørensen culmina también una gran temporada, ganando la Lieja-Bastogne-Lieja, la Milán-Turín, la Rund um den Henninger Turm y etapas en Tirreno-Adriático, Tour de Romandía y Vuelta a Suiza. Beat Zberg también inscribe su nombre en el palmarés del Giro del Piamonte.
La temporada 1994 viene marcada por el cambio generacional y el nacimiento del joven Pantani, que empieza a deslumbrar con su gran capacidad en la alta montaña. El pirata consigue dos brillantes triunfos en la alta montaña del Giro de Italia, y termina 2.º en la general, solo por detrás del ruso Eugeni Berzin. Chiappucci, en 5.ª posición en la general, ayuda también a que la formación italiana vuelva a ganar la clasificación por equipos. En el Tour de Francia, Pantani repite una magnífica actuación, terminando en 3.ª posición. Chiappucci, por su parte, se impone en la Volta a Cataluña.
Para 1995, Pantani ya es líder del equipo. No obstante, Chiappucci sigue aportando triunfos al palmarés del equipo, como la Escalada a Montjuic o el Giro del Piamonte, además de un meritorio 4.º puesto en la general del Giro de Italia. Enrico Zaina, con una victoria de etapa en el Giro (7.º en la general final), y Beat Zberg, con una etapa del Tour de Romandía y la Vuelta a Asturias también colaboran en ese aspecto, si bien es Pantani el gran referente, con sus dos victorias de etapa en el Tour de Francia, incluyendo la mítica subida a Alpe d'Huez, si bien en la general no consigue terminar entre los mejores, a pesar de ganar la clasificación de los jóvenes.
El año 1996 viene marcado por la decadencia de Chiappucci y la recuperación por lesión de Pantani. Zaina, con dos etapas y el 2.º puesto en la general del Giro y Luttenberger, que se impone en la Vuelta a Suiza y acaba 5.º en la general del Tour, maquillan los resultados del equipo a pesar de todo, junto con la clasificación por equipos en el Giro.
Al finalizar el patrocinio de Carrera al final de la temporada 1996, el equipo se escindió en dos nuevas formaciones. Por un lado, el Mercatone Uno, que heredó a diez integrantes de la plantilla de Carrera, y formó un equipo alrededor de Pantani, y por el otro lado, el Asics, con Davide Boifava como mánager, que acogió a cinco corredores del desaparecido Carrera, incluyendo al italiano Chiappucci.

## Dopaje
El doctor de la escuadra, Giovanni Grazzi, trabajó con el profesor Francesco Conconi en la Universidad de Ferrara en 1993. Según La República, en enero de 2000 Conconi se vio involucrado en el suministro y administración de EPO a corredores del equipo Carrera. En marzo de 2000 el juez italiano Franca Oliva publicó un informe en el que se detallaban las conclusiones de una investigación de una serie de médicos deportivos, incluyendo a Conconi. Esta investigación oficial concluía que los integrantes del Carrera tomaron EPO en 1993, incluyendo los nombres de Stephen Roche, Claudio Chiappucci, Guido Bontempi, Rolf Sørensen, Mario Chiesa, Massimo Ghirotto y Fabio Roscioli.
En los documentos de dicha investigación judicial se nombraban una serie de alias para el antiguo vencedor de Giro, Tour y Campeonato mundial, Stephen Roche, incluyendo Rocchi, Rossi, Rocca, Roncati, Righi y Rossini. En 1997, Chiappucci declaró ante Vincenzo Scolastico haber consumido EPO desde 1993, aunque más tarde se retractó de dichas afirmaciones.

## Principales ciclistas
- Djamolidine Abdoujaparov (1991-1992)
- Guido Bontempi (1984-1993)
- Claudio Chiappucci (1985-1996)
- Massimo Ghirotto (1985-1992)
- Christian Henn (1989-1991)
- Peter Luttenberger (1994-1996)
- Erich Maechler (1985-1991)
- Marco Pantani (1992-1996)
- Stephen Roche (1986-1987, 1992-1993)
- Acácio da Silva (1989-1990)
- Filippo Simeoni (1994-1996)
- Rolf Sørensen (1993)
- Andrea Tafi (1992-1993)
- Roberto Visentini (1984-1988)
- Enrico Zaina (1989-1991, 1995-1996)
- Beat Zberg (1993-1996)
- Markus Zberg (1996)

## Palmarés destacado

### Clásicas
- Gante-Wevelgem: Guido Bontempi (1984, 1986)
- Milán-San Remo:  Erich Maechler) (1987), Claudio Chiappucci (1991)
- Clásica de San Sebastián: Claudio Chiappucci  (1993)
- Lieja-Bastoña-Lieja: Rolf Sørensen (1993)

### Carreras por etapas
- Vuelta a Suiza: 1984 (Urs Zimmermann)
- Tour de Romandía: 1987 (Stephen Roche)
- Tirreno-Adriático: 1988 (Erich Maechler)

### Grandes Vueltas
Entre 1979 y 1996 el equipo participó en 39 Grandes Vueltas, obteniendo los siguientes resultados:
| - Giro de Italia (17 participaciones) - 3 victorias finales - 1981: Giovanni Battaglin - 1986: Roberto Visentini - 1987: Stephen Roche - 38 victorias de etapa - 2 en 1980: Marcussen, Battaglin - 2 en 1981: Bontempi, Battaglin - 1 en 1982: Bontempi - 3 en 1983: Bontempi (2), Visentini - 3 en 1984: Visentini, Leali, Bontempi - 6 en 1986: Bontempi (5), Visentini - 5 en 1987: Visentini (2), Roche (2), Bontempi - 2 en 1988: Bontempi (2) - 1 en 1989: da Silva - 3 en 1991: Pulnikov, Ghirotto, Sciandri - 2 en 1992: Bontempi (2) - 2 en 1993: Bontempi, Chiappucci - 3 en 1994: Pantani (2), Pulnikov - 1 en 1995: Zaina - 2 en 1996: Zaina (2) | - Tour de Francia (15 participaciones) - 1 victoria final - 1987: Stephen Roche - 22 victorias de etapa - 1 en 1985: Pedersen - 4 en 1986: Bontempi (3), Mächler - 2 en 1987: Contrarreloj por equipos, Roche - 1 en 1988: Ghirotto - 1 en 1989: da Silva - 2 en 1990: Ghirotto, Bontempi - 3 en 1991: Abdoujaparov (2), Chiappucci - 3 en 1992: Bontempi, Chiappucci, Roche - 2 en 1993: Roscioli, Chiappucci - 2 en 1995: Pantani (2) - 1 en 1996: Podenzana | - Vuelta a España (7 participaciones) - 1 victoria final - 1981: Giovanni Battaglin - 12 victorias de etapa - 4 en 1981: Bontempi (2), Chinetti, Battaglin - 1 en 1988: Pastorelli - 1 en 1989: Ghirotto - 2 en 1991: Bontempi (2) - 4 en 1992: Abdoujaparov (4) |

### Clásicas
- Milán-San Remo: 
  - 1987: (Erich Maechler)
  - 1991: (Chiappucci)
- Lieja-Bastoña-Lieja
  - 1993: (Sørensen)

### Campeonatos del Mundo
- Campeonato del mundo en Ruta : 1987 (Roche)